# Tetrahydroxy-1,4-benzochinonbiscarbonaat
Tetrahydroxy-1,4-benzochinonebiscarbonaat is een chemische verbinding die slechts bestaat uit koolstof en zuurstof met de formule {\displaystyle {\ce {C8H8}}}. Het behoort tot de groep koolstofoxides. De kern van het molecuul bestaat uit een 1,4-benzochinon-eenheid, waarvan de vier waterstofatomen vervangen zijn daar twee carbonaat-groepen. Het kan ook beschouwd worden als de viervoudige ester van tetrahydroxy-1,4-benzochinon en koolzuur.
De verbinding is in 1984 voor het eerst beschreven door C. Nallaiah als een THF gesolvateerde verbinding.